# 2015 SW20
2015 SW20 est un objet de la ceinture de Kuiper.

## Caractéristiques
2015 SW20 mesure environ 200 kilomètres de diamètre, il a un arc d'observation faible ce qui fait qu'il est mal connu.